# Alec Donahue
Alec Donahue (* 26. Juli 1976 in Scituate, Massachusetts) ist ein ehemaliger US-amerikanischer Cyclocrossfahrer und heutiger Radsporttrainer.
Alec Donahue fuhr in der Saison 2007 für das US-amerikanische Continental Team Nerac Pro Cycling. In der Cyclocross-Saison 2007/2008 gewann er den Lower Allen Classic in Camp Hill und den Carlisle Cross Classic in Carlisle. Bei weiteren Wettbewerben belegte er zweite und dritte Plätze, zuletzt 2012 in Concord. 
Seit Abschluss seiner Radsport-Laufbahn ist Donahue als Trainer tätig.

## Erfolge
2007/2008
- Lower Allen Classic, Camp Hill
- Carlisle Cross Classic, Carlisle

## Teams
- 2007 Nerac Pro Cycling